# Metamorfoses do Espaço Habitado
Metamorfoses do Espaço Habitado é um livro escrito em 1988 pelo célebre intelectual brasileiro Milton Santos, publicado originalmente pela editora Hucitec e posteriormente pela Editora da Universidade de São Paulo (Edusp).
No livro, Milton Santos aprofunda sua obra "Por uma Geografia Nova" ao correlacionar temas que ajudam o leitor a compreender os aspectos teóricos e metodológicos da Geografia, fornecendo ferramentas para uma análise crítica do espaço habitado.
O livro aborda a universalização do mundo e sua influência na geografia, em dez capítulos que rediscutem categorias tradicionais como espaço, paisagem, região, lugar e território, sob um novo enfoque resultante das modificações espaciais. Santos observa que os espaços são habitados por populações cada vez mais heterogêneas, o que aumenta a complexidade na análise de categorias como região ou território.